# Crayon Physics Deluxe
Crayon Physics Deluxe (с англ. — «Карандашная физика») — инди-игра, выпущенная Petri Purho 7 января 2009 года. На Фестивале Независимых игр (Independent Games Festival) 2008 игра получила гран-при ($20000).

## Игровой процесс
Цель игры — при помощи шара подобрать звезду или несколько звёзд (на поздних уровнях). Главная особенность игры в том, что игрок не имеет прямого контроля над шаром (можно только один раз в несколько секунд несильно толкать шарик вправо или влево), он может только рисовать в воздухе (при помощи мыши) фигуры, которые, взаимодействуя с шаром или другими объектами по законам физики, должны помочь игроку в достижении цели. Таким образом, игра напоминает одновременно пазлы в духе Marble Madness и адвенчуры вроде Okami.
В Crayon Physics Deluxe приветствуются креативные решения при прохождении головоломок. За интересные варианты прохождения, которые не полагаются на метод грубой силы, а имеют в своей основе изящные решения, предоставляются дополнительные награды.
В игре более 70 уровней. Также Crayon Physics Deluxe располагает собственным редактором уровней. Пользовательские уровни игроки могут выложить на специальной онлайн-площадке.

## Разработка
В 2007 и 2008 годах выходили бесплатные предварительные версии игры.

## Отзывы
| Сводный рейтинг | Сводный рейтинг |
| Агрегатор       | Оценка          |
| --------------- | --------------- |
| GameRankings    | 77,08 %         |

Игра заняла третье место в номинации «Инди года» (2009) журнала Игромания.